# روبن رومانو
روبن رومانو (بالإنجليزية: Robin Romano)‏ هو مصور أمريكي، ولد في 1958 في نيويورك في الولايات المتحدة، وتوفي في 2013 في نيويورك في الولايات المتحدة.

## وصلات خارجية
- روبن رومانو على موقع IMDb (الإنجليزية)
- روبن رومانو على موقع قاعدة بيانات الفيلم (الإنجليزية)